# Membrilla
Membrilla es un municipio y localidad de España, en la provincia de Ciudad Real, comunidad autónoma de Castilla-La Mancha, perteneciente a la comarca histórica del Campo de Montiel.

## Geografía
Se localiza al este de la provincia de Ciudad Real, a pocos kilómetros de Manzanares y La Solana. El término municipal está atravesado por la Autovía del Sur (A-4) y por la carretera nacional N-430, entre los pK 366 y 373, además de por la carretera provincial CM-3109 que une La Solana con Valdepeñas. El territorio forma parte de la altiplanicie típicamente manchega, con alturas que rondan los 700 metros de altura, salvo al sur, donde el Cerro Montoso, en la Sierra de los Bailones, alcanza los 1010 metros de altura. Es una de las puertas de entrada al Campo de Montiel. El río Azuer atraviesa el municipio buscando las aguas del Guadiana hacia el noroeste. El pueblo se alza a 664 metros sobre el nivel del mar y se sitúa a 65 kilómetros de la capital provincial.
| Noroeste: Manzanares | Norte: Manzanares | Noreste: Manzanares, La Solana |
| Oeste: Valdepeñas    |                   | Este: La Solana                |
| Suroeste: Valdepeñas | Sur: Valdepeñas   | Sureste: San Carlos del Valle  |

## Historia
El origen del nombre de este pueblo es confuso y hay varias teorías que pretenden dar explicación de ello. Una dice que sería la antigua ciudad de Marmaria, que en griego Μάρμαροç (Mármaros) significa mármol, brillante, de aquí pasaría a conocerse como Marmellaria (según aparece en una bula de Honorio III). En la Edad Media sería Membriella, desde donde pasaría a transformarse en La Membrilla hasta recortarse como la actual Membrilla. Otra teoría afirma que el origen hay que buscarlo en el nombre de Mambla o Mambrilla, que significarían «mota» y «motilón» respectivamente, en alusión a la motilla sobre la que hoy se levanta la ermita de la Virgen del Espino, antaño ocupada por el castillo del Tocón.
La población de Membrilla es citada en un documento por primera vez en una bula fechada el 9 de agosto de 1223 (Marmelariam), como aldea de Alhambra. Según Carlos J. Rubio, fue el primer pueblo del Campo de Montiel del que se tiene constancia de haberse independizado de su villa matriz, lo cual ocurrió antes de 1274

## Economía

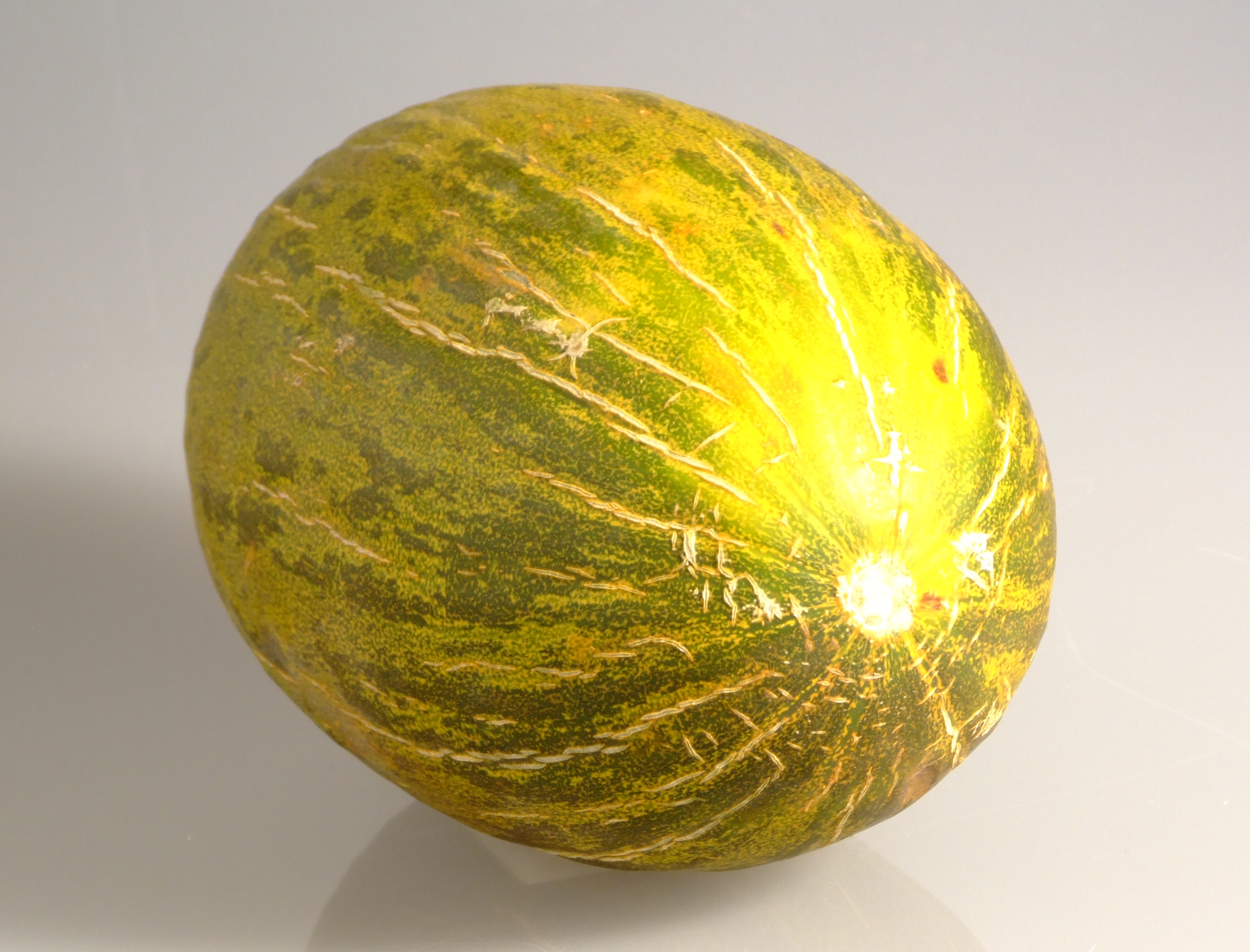
Melón de La Mancha

Membrilla ha basado tradicionalmente su economía en la agricultura. Los cultivos predominantes son los habituales en la región como la vid, el olivo, los cereales.
El comercio del melón ha adquirido más importancia en los últimos años[cita requerida], tanto que popularmente se le denomina «capital del melón». Para su promoción se ha establecido una feria profesional de carácter bienal que agrupa productores y mediadores de toda la comarca productora.
El azafrán también ha sido objeto de laboreo por casi todas las familias de Membrilla. Actualmente este cultivo lo realizan muy pocas familias de la localidad, aproximadamente entre 5-10 familias[cita requerida].
No obstante, la industria ha comenzado a asentarse en esta localidad, pasando a engrosar una lista de nuevas ocupaciones prósperas junto al comercio, la construcción y el transporte[cita requerida].

## Demografía
Membrilla cuenta con una población de 5839 habitantes (INE 2024).
| Gráfica de evolución demográfica de Membrilla entre 1842 y 2021                                                     |
| |
| Población de derecho según los censos de población del INE Población de hecho según los censos de población del INE |

El envejecimiento de la población es un hecho estadístico que comparte con otras regiones vecinas.

| 4935                                          | 4941 | 6329 | 7262 | 6503 | 7115 | 7185 | 6575 | 6451 | 6605 | 6624 | 6349 | 5927 |
| (Fuente: INE (1900-2001) - INE (2001 - 2021)) |      |      |      |      |      |      |      |      |      |      |      |      |

## Monumentos y lugares de interés

### Iglesia de Santiago El Mayor

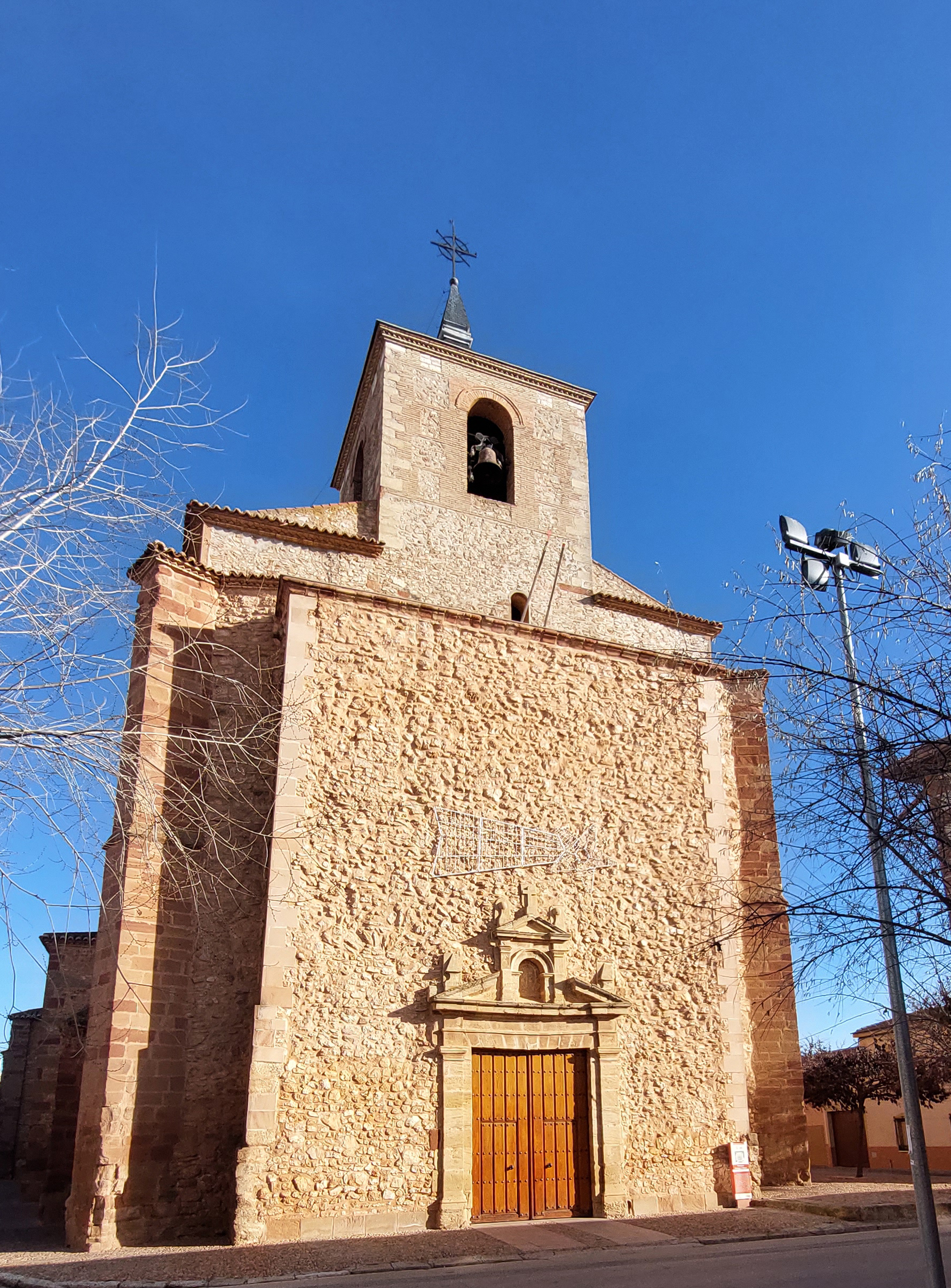
Iglesia Santiago el Mayor

Iglesia bajo la advocación del patrón de la localidad: Santiago el Mayor. Su construcción se ubica a finales del siglo XIII y se atribuye al maestro Aliseda que proyectó un edificio de una sola nave dividida en cuatro tramos y cubierta por bóveda de arista que descansa sobre columnas decoradas con relieves y nártex a sus pies sobre el que se eleva un campanario rectangular. Dispone tres puertas: la norte, la oeste y la principal al sur, cuya decoración se encuentra muy deteriorada. El ábside es circular al interior y plano al exterior. Este será el modelo básico de iglesia que se imitará en el Campo de Montiel hasta el siglo XVI. Con los años se añadieron dos capillas laterales en las primeras naves conectadas al cuerpo principal.
Durante la Guerra Civil la iglesia fue incendiada, sufriendo serios daños especialmente en las cubiertas. Durante la década de 1990 el edificio fue restaurado, proceso que, si bien modernizó y asentó el edificio, dañó y desvirtuó los motivos de relieve tanto en el interior como en la fachada sur.

### El Rezuelo
A su paso por el término municipal, el río Azuer fue aprovechado por numerosos molinos harineros. El más cercano al pueblo es El Rezuelo que paso a manos del ayuntamiento y se rehabilitó como museo antropológico. Toda la estructura, aún ligeramente desvirtuada, es original y funcional y fiel a los modelos tradicionales de estos ingenios.

### Ermita del Espino

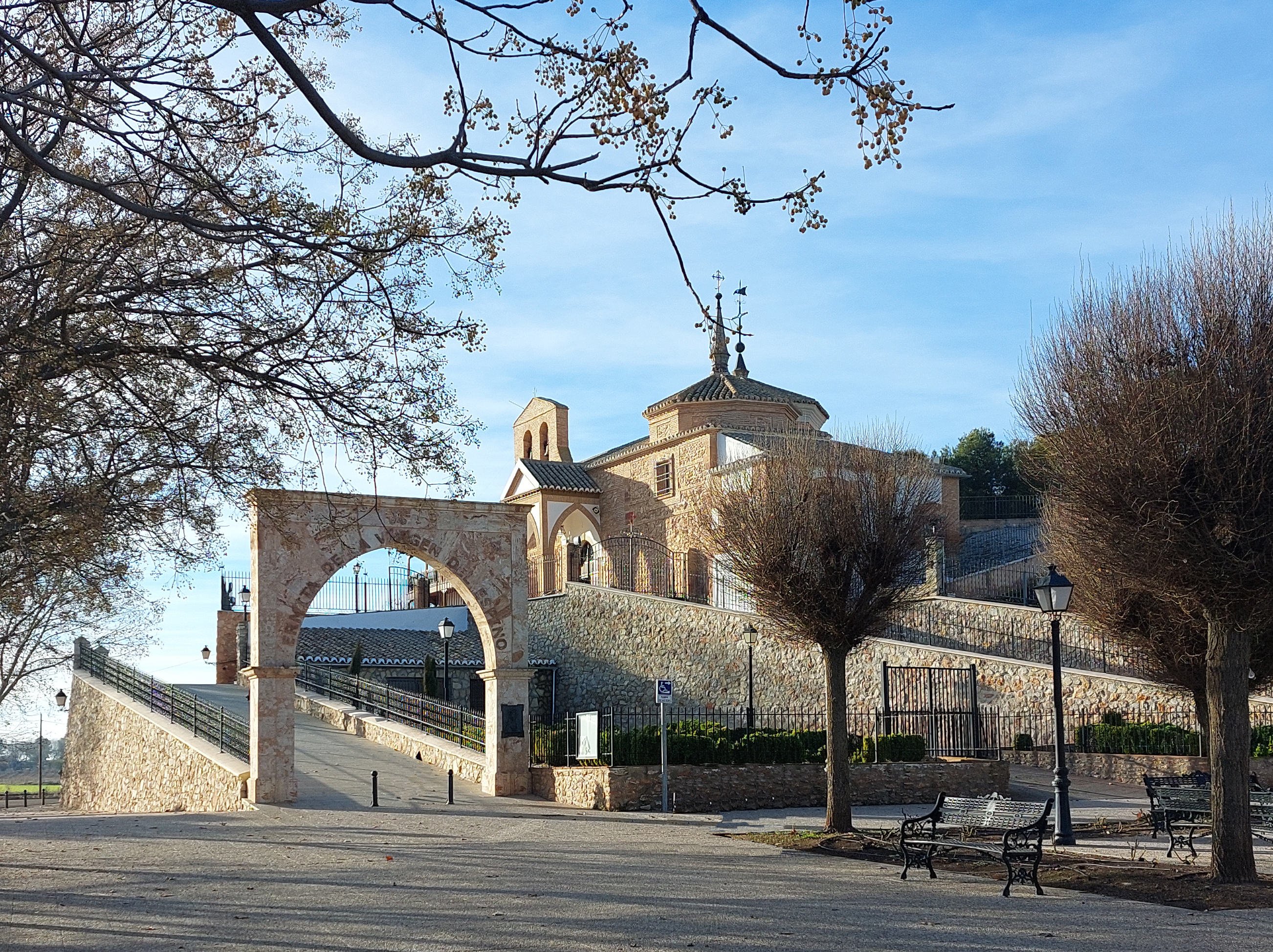
Virgen del Espino

Elevada sobre el cerro del Espino (motilla[cita requerida]), aloja la imagen de la patrona de la localidad: la advocación mariana conocida como Virgen del Espino. Su origen parece ser una pequeña fortaleza o torre de origen andalusí y que fue reaprovechada como santuario tras el hallazgo "milagroso" de la imagen de la Virgen durante la conquista de los pueblos cristianos en torno al siglo XII. La leyenda que se inventa con el fin de cristianizar la región cuenta que, a cambio de salvar la vida, el moro Jarique prometió revelar el lugar de enterramiento de la estatua que se encontraba bajo un espino, de ahí el nombre de la advocación.

### Sociedad Cultural La Protectora
El edificio más original de la localidad. Ubicado en un antiguo convento franciscano desamortizado y ubicado en la Plaza Mayor, alberga un proyecto cultural originario del siglo XIX cuyo objetivo consistía en ofrecer a los vecinos varones un espacio de esparcimiento cultural y de reunión donde consultar la prensa, jugar a juegos de mesa, compartir noticias, etc. Hasta bien entrado el siglo XXI mantenía firmes normas como la prohibición de entrar mujeres, consumir alcohol y apostar dinero. La estructura se mantiene original, estando compuesta por una larga estancia con suelos de madera y sus distintivos grandes ventanales. En el patio un frontón nos recuerda lo popular de este deporte en el siglo XIX y sus puertas nos despliegan interesantes grabados de significado masónico.

## Cultura

### Fiestas y tradiciones

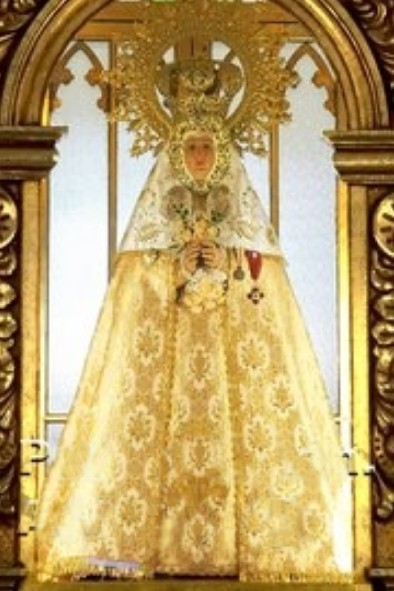
Virgen del Espino

- Desposorios de la Virgen: fiestas patronales de Membrilla que se remontan al siglo XIII, cuando el capitán Meléndez Arias, al frente del Castillo del Tocón las trajo de Talavera de la Reina, su ciudad natal. Se celebran el penúltimo domingo del mes de agosto y duran 5 días, de jueves a lunes. El jueves anterior al comienzo de las fiestas, San José es sacado en procesión hacia la ermita de la Virgen del Espino, donde la recoge y vuelven juntos a la parroquia de Santiago el Mayor. En este lugar permanecerán hasta el lunes siguiente, que la Virgen es llevada de vuelta a su ermita, acompañada también por San José, donde permanecerá todo el año. Durante el tiempo que la Virgen permanece en la iglesia se reza un novenario. Lo más característico de estas fiestas son los cumplidores, que actúan de padrinos de los Desposorios y los alabarderos que acompañan a la Virgen en las procesiones.[6]
- Santiago: el 25 de julio es la festividad de Santiago Apóstol y día grande en Membrilla. Ya en el siglo XVII existía una cofradía de Santiago y actualmente es la hermandad la que organiza esta fiesta. La víspera de Santiago se celebra una verbena popular en la que se degusta la típica «serrana» (vino tinto con azúcar y melocotón). El día de la festividad, se lleva a la imagen de Santiago en procesión por la localidad y después todos los hermanos recogen su agasajo que consiste en una llave de azúcar tostada.
- Nuestra Señora del Rosario, advocación mariana antiquísima en la localidad celebrada la primera semana de octubre. Una festividad que según cuenta la tradición oral es una advocación muy querida entre los pastores de esta villa, además de contar con un gran número de hermanos en la cofradía que da culto a la virgen. La imagen arcaica se perdió en la Guerra Civil, pero la actual de gran fineza escultórica fue la primera imagen que llegó a Membrilla finalizado el conflicto en 1939 y se venera en el altar mayor de la iglesia parroquial.
- Carnaval: de especial importancia es el Jueves de Comadre; donde, ataviados con la máscara tradicional o antifaz, se saluda a los viandantes y conocidos con voz irreconocible. También este día, es tradición que las madrinas inviten a sus ahijados a gachas blancas.
- Semana Santa: a principios del siglo XX, la Semana Santa se caracterizaba por la riqueza de su imaginería religiosa y la pobreza de sus procesiones. Todas las imágenes desaparecieron durante la guerra civil española. Las dos primeras imágenes que se compraron tras la contienda de 1936 fueron las de Jesús Nazareno y la Virgen de la Soledad. Actualmente destaca el esfuerzo que realizan las cofradías por mantener el culto por la semana de pasión dando lugar a una gran variedad de imágenes y nutridas procesiones de penitentes y cofrades, a sones de música por parte de las cinco agrupaciones musicales de Membrilla. Hoy en día tienen especial emotividad la procesión de la madrugada del Viernes Santo, que se realiza tras la celebración del sermón del encuentro. El mismo viernes todas las hermandades agasajan a sus hermanos con avellanas y un bizcocho. La procesión del Viernes Santo por la noche, en la que salen todas las cofradías, muestra también una espectacular belleza. Una de las tradiciones populares que se mantiene es la de «mantear» al Judas Iscariote y romper el botijo el domingo de Resurrección por la tarde. Pandas de amigos y amigas salen al campo y a las plazuelas para mantear al Judas.
- Cruces de Mayo: celebración en los primeros días de mayo en los que los vecinos de la localidad visten cruces con telas, flores, plantas y velas. Estas son adoradas y durante la noche el grupo de coros y danzas populares les canta los tradicionales mayos.
- San Marcos: celebrado el 25 de abril, la población de Membrilla va a merendar tradicionalmente el hornazo o torta de San Marcos al Molino del Rezuelo. También este día se hace un nudo en la cebada para espantar al diablo.

### Gastronomía
En la localidad encontramos varios ejemplos de gastronomía típica de la La Mancha, algunos de ellos son adaptaciones a la forma de vida tradicional en el campo, otros van asociados a festividades concretas.
- Gachas de pitos.
- Gachas blancas. Típicas del «Jueves de Comadre», jueves anterior al Domingo de Carnaval.
- Rosca de nuégados. Dulce típico preparado en Semana Santa.

## Hermanamiento
Este pueblo está hermanado con Mirebeau, Francia.